# Rip Torn

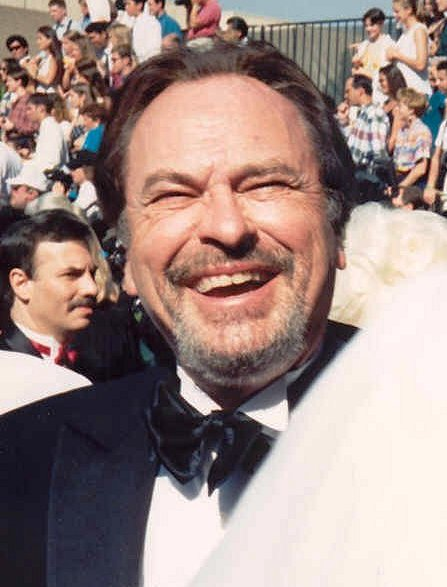
Rip Torn (1994)

Rip Torn (* 6. Februar 1931 in Temple, Texas als Elmore Rual Torn Jr.; † 9. Juli 2019 in Lakeville, Connecticut) war ein US-amerikanischer Film- und Theaterschauspieler. In seiner über 60 Jahre umspannenden Schauspielkarriere spielte er in rund 190 Film- und Fernsehproduktionen mit.

## Karriere
Torn absolvierte ein Landwirtschaftsstudium an der University of Texas. Mitte der 1950er Jahre trat er in kleinen Fernsehrollen auf. Er hatte sein Filmdebüt 1956 in Elia Kazans Baby Doll – Begehre nicht des anderen Weib. Danach nahm er Schauspielunterricht am Actors Studio und Tanzunterricht bei Martha Graham. Torn trat am Broadway als Tom Finley Jr. in der Originalproduktion von Tennessee Williams’ Drama Sweet Bird of Youth auf und spielte diese Rolle auch in der gleichnamigen Verfilmung von Richard Brooks aus dem Jahr 1962.
Insbesondere in seiner frühen Filmlaufbahn spielte Torn viele rebellische und unkonventionelle Rollen. Für den Kultfilm Easy Rider hat Drehbuchautor Terry Southern  1968 die Rolle des Südstaaten-Anwalts für Torn geschrieben, beide sind Texaner. Als Dennis Hopper von der Standortsuche im Südwesten der USA zurückkam, sagte er wenig schmeichelhaftes über die Bewohner des Lone-Star-Staates, der bei den Dreharbeiten komplett ausgelassen wurde. Es kam zum Streit in einem New Yorker Restaurant, und in den 1990ern sogar zu einem Gerichtsprozess über den Vorfall. Hopper wollte die Rolle mit dem Texaner und Ex-Footballspieler Jack Starrett besetzen, und nicht mit Jack Nicholson aus New Jersey, der vom Geldgeber Bert Schneider durchgesetzt wurde.
Sehr brutal war Torns Rolle in Maidstone, einem Independentdrama unter Regie von Norman Mailer. Zu seinen wichtigsten Charakterrollen gehörten die Darstellung des Henry Miller in Joseph Stricks Wendekreis des Krebses (Tropic of Cancer, 1970), seine Hauptrolle als abgehalfterter Countrysänger in Daryl Dukes Zahltag (Payday, 1972) und der zwielichtige Universitätsprofessor in Nicolas Roegs Der Mann, der vom Himmel fiel (1976) neben David Bowie. Für seine Rolle in Cross Creek aus dem Jahr 1983 wurde Rip Torn für den Oscar als bester Nebendarsteller nominiert.
Im Laufe seiner Karriere spielte Torn sowohl sympathische als auch bösartige Charaktere, wobei seine Rollen oft autoritär und selbstbewusst wirkten. Neben Kinorollen war er in zahlreichen Fernsehserien zu sehen, allerdings lange nur als Gastdarsteller. Im Fernsehen machte Torn seine durchgehende Serienrolle als hartgesottener Fernsehproduzent Artie in der Sitcom Die Larry Sanders Show bekannt, die zwischen 1992 und 1998 produziert wurde. Torn wurde für diese Rolle für insgesamt sechs Emmy Awards nominiert und gewann im Jahr 1996. Eine seiner bekanntesten Rollen war Agent Z in dem 1997 veröffentlichten Blockbuster Men in Black. 1988 versuchte sich Rip Torn mit dem Film The Telephone erfolglos als Regisseur. Torn trat bis in die 2010er-Jahre als Schauspieler auf.

## Privates

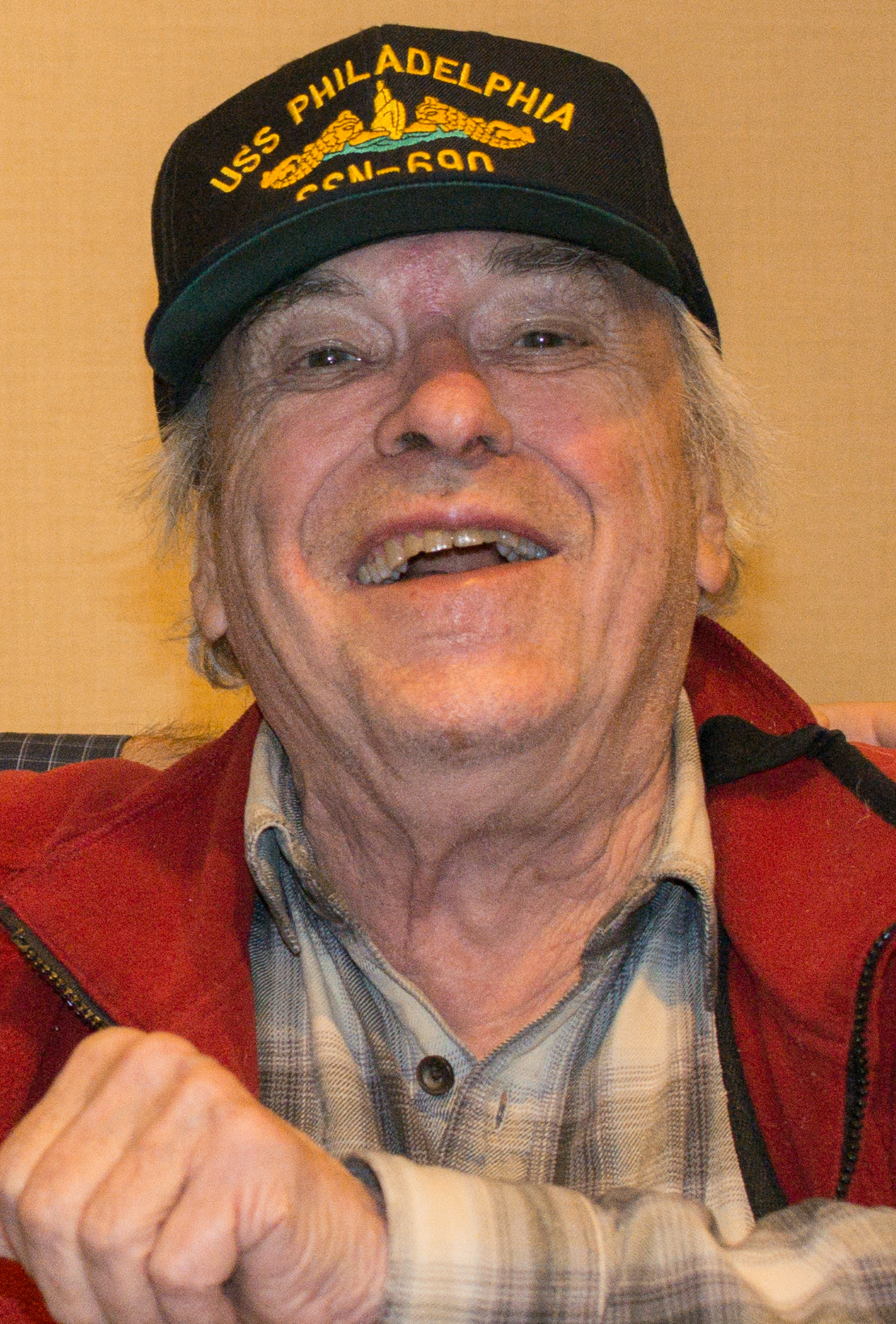
Rip Torn (2015)

Am 29. Januar 2010 wurde Torn bei dem Versuch, in eine Bank einzubrechen, verhaftet. Dafür wurde er zu einer Freiheitsstrafe von zweieinhalb Jahren verurteilt, die zur Bewährung ausgesetzt wurde. Während dieser Zeit musste sich Torn unregelmäßigen Alkohol- und Drogentests unterziehen.
Torn war dreimal verheiratet, jeweils mit Schauspielerinnen: zuerst von 1956 bis 1961 mit Ann Wedgeworth und von 1963 bis zu ihrem Tod 1987 mit Geraldine Page. Er hatte sechs Kinder, eine Tochter aus erster Ehe, zwei Söhne und eine Tochter, Angelica, aus seiner zweiten Ehe sowie zwei Töchter mit Amy Wright, mit der er seit 1989 verheiratet war. Er war ein Cousin von Sissy Spacek. Torn starb im Juli 2019 im Alter von 88 Jahren.

## Auszeichnungen
- 1984: Oscar-Nominierung als Bester Nebendarsteller für Cross Creek
- 1994: American Comedy Award als Bester Nebendarsteller einer Comedyserie für Die Larry Sanders Show
- 1996: Emmy Award als Bester Nebendarsteller einer Comedyserie für Die Larry Sanders Show (fünf weitere Nominierungen zwischen 1993 und 1998)

## Filmografie (Auswahl)
- 1956: Baby Doll – Begehre nicht des anderen Weib (Baby Doll)
- 1959: Mit Blut geschrieben (Pork Chop Hill)
- 1961: König der Könige (King of Kings)
- 1962: Süßer Vogel Jugend (Sweet Bird of Youth)
- 1965: Cincinnati Kid (The Cincinnati Kid)
- 1966: Big Boy, jetzt wirst Du ein Mann! (You’re a Big Boy Now)
- 1967: Blutiger Strand (Beach Red)
- 1969: Coming Apart
- 1970: Maidstone
- 1970: Wendekreis des Krebses (Tropic of Cancer)
- 1973: Zahltag (Payday)
- 1976: Der Mann, der vom Himmel fiel (The Man Who Fell To Earth)
- 1977: Ich bin der Boss – Skandal beim FBI (The Private Files of J. Edgar Hoover)
- 1978: Coma
- 1978: Cowboy mit 300 PS (Steel Cowboy)
- 1980: Ene Mene Mu und Präsident bist du (First Family)
- 1982: Die unglaubliche Reise in einem verrückten Raumschiff (Airplane II: The Sequel)
- 1982: Beastmaster – Der Befreier
- 1982: Verhext (Jinxed!)
- 1983: Cross Creek
- 1983: Unverstanden (Misunderstood)
- 1984: Flashpoint – Die Grenzwölfe (Flashpoint)
- 1984: City Heat – Der Bulle und der Schnüffler (City Heat)
- 1984: Der Songschreiber (Songwriter)
- 1985: Ein total verrückter Urlaub (Summer Rental)
- 1985: B.I.E.R. (Beer)
- 1987: Ausgelöscht (Extreme Prejudice)
- 1987: Der Sex-König (The King of Love)
- 1987: Nadine – Eine kugelsichere Liebe (Nadine)
- 1989: Zwei Frauen
- 1990: Condition Red (By Dawn’s Early Light)
- 1991: Columbo: Tödlicher Jackpot (Death Hits the Jackpot, Fernsehreihe)
- 1991: Rendezvous im Jenseits (Defending your Life)
- 1992: Made of Steel – Hart wie Stahl (Beyond the Law)
- 1992: Das Flammenmeer von Kuwait (Fires of Kuwait) Dokumentarfilm, Sprecher
- 1992–1998: Die Larry Sanders Show (The Larry Sanders Show, Fernsehserie, 90 Folgen)
- 1993: RoboCop 3
- 1994: Am Ende des großen Traums (Where the Rivers Flow North)
- 1995: Unsere feindlichen Nachbarn (Canadian Bacon)
- 1995: Brutale Exzesse – Skandal in der Navy
- 1995: Ein amerikanischer Quilt (How to Make an American Quilt)
- 1996: Mission: Rohr frei! (Down Periscope)
- 1997: Men in Black
- 1997: Noch dümmer (Trial and Error)
- 1998: Senseless
- 2000: Die WonderBoys (Wonder Boys)
- 2001: Freddy Got Fingered
- 2002: Men in Black II
- 2002: Will & Grace (Fernsehserie, drei Episoden)
- 2004: Eulogy – Letzte Worte (Eulogy)
- 2004: Voll auf die Nüsse (Dodgeball: A True Underdog Story)
- 2004: Willkommen in Mooseport (Welcome to Mooseport)
- 2005: Deine, meine & unsere (Yours, Mine and Ours)
- 2005: The Sisters
- 2006: Zoom – Akademie für Superhelden (Zoom)
- 2006: Marie Antoinette
- 2007: Turn the River
- 2009: Happy Tears
- 2011: 301 – Scheiß auf ein Empire (The Legend of Awesomest Maximus)
- 2012: Men in Black 3
- 2012: Bridge of Names